# Critérium International d’Alger
Das Critérium International d’Alger war ein algerisches Straßenradrennen, das 2014 und 2016 im März in der Umgebung von Algier ausgetragen wurde.
Es gehörte der UCI Africa Tour an und war in der UCI-Kategorie 1.2 eingestuft.

## Sieger
- 2014  Thomas Rabou
- 2016  Nassim Saidi